# Next Gen (film)
Next Gen è un film d'animazione del 2018 diretto da Kevin R. Adams e Joe Ksander.
Si tratta di una produzione internazionale cinese, canadese e statunitense in tecnica CGI. Racconta la storia di fantascienza di Mai Su, una ragazza solitaria che vive in un mondo popolato da robot senzienti e che, dopo un incontro casuale con un robot top secret noto come 7723, sviluppa con lui un improbabile legame empatico e col suo aiuto sventerà una grande minaccia per l'umanità. Il film è stato distribuito su Netflix a partire dal 7 settembre 2018.

## Trama
In un imprecisato futuro, nella città di Grainland, una bambina di nome Mai Su vive felicemente con i suoi genitori, fino a quando dopo un litigio il padre lascia la famiglia. Negli anni successivi, sua madre Molly affronterà la separazione riempiendo la casa di numerosi Q-Bot, robot domestici molto avanzati, trascurando involontariamente la figlia. Questo porterà a Mai a sviluppare un rifiuto verso i robot e questo a sua volta la farà diventare sempre più un'emarginata tra i suoi coetanei, dato che i robot ben presto si sostituiscono agli umani in gran parte dei compiti, dai controlli di polizia all'insegnamento.
Anni dopo Mai, ormai adolescente, va insieme alla madre all'evento organizzato dalla società di produzione dei Q-Bots in occasione del lancio della nuova serie "Gen 6". Casualmente si introduce in un'area segreta trova un grande robot denominato 7723 e involontariamente lo attiva. Dal momento che il robot inizia a seguirla e le offre il suo aiuto, Mai inizialmente lo utilizza per punire tutti quei compagni di scuola che in passato l'avevano maltrattata. In seguito però Mai con l'aiuto di 7723 sventerà una grande minaccia tesa a distruggere tutta l'umanità.

## Produzione
Nel maggio 2018 è stato annunciato che Netflix aveva acquistato per 30 milioni di dollari i diritti per la distribuzione in tutto il mondo tranne la Cina di Next Gen, un film animato diretto da Kevin R. Adams e Joe Ksander. Charlyne Yi, Jason Sudeikis, Michael Pena, David Cross, Kitana Turnbull e Constance Wu sono stati scelti per il doppiaggio in lingua inglese.

### Tecnologia
Il film è stato prodotto in gran parte (più del 95% del totale) utilizzando il programma di animazione 3D Open Source Blender.

## Distribuzione
Il film è stato distribuito in streaming da Netflix a partire dal 7 settembre 2018. e da Alibaba / Wanda Group nei cinema cinesi della catena Wanda Cinemas.

## Accoglienza
Next Gen ha ricevuto critiche positive. Richard Roeper nella sua recensione pubblicata sul Chicago Sun-Times, ha criticato la poca chiarezza su quale fosse il pubblico di riferimento del film e ha scritto: 
(Richard Roeper, Chicago Sun Times)
Il film è stato favorevolmente comparato con Big Hero 6 della Disney e con Il gigante di ferro..